# جمال أراغو
جمال أراغو (1993 غانا) هو لاعب كرة قدم ليبيري لعب سابقاً مع نادي أحد السعودي.

## روابط خارجية
- جمال أراغو على موقع قاعدة بيانات كرة القدم.إي يو (الإنجليزية)
- جمال أراغو على موقع ناشيونال فوتبول تيمز (الإنجليزية)
- جمال أراغو على موقع Soccerway.com (الإنجليزية)
- جمال أراغو على موقع عالم كرة القدم.نت (الإنجليزية)